# Ferenc Molnár
Ferenc Molnár, właśc. Ferenc Neumann (ur. 12 stycznia 1878 w Budapeszcie, Austro-Węgry, zm. 1 kwietnia 1952 w Nowym Jorku) – węgierski pisarz, dramaturg i dziennikarz.
Jeden z najbardziej znanych przedstawicieli węgierskiej literatury mieszczańskiej pierwszej połowy XX wieku . Światowy rozgłos przyniosła mu powieść Chłopcy z Placu Broni, która została przetłumaczona na inne języki i została wydana w setkach tysięcy egzemplarzy. Doczekała się też siedmiu adaptacji filmowych. Międzynarodową renomę zyskał również jako dramaturg, autor 42 sztuk teatralnych wystawianych na scenach europejskich i amerykańskich. Jego dramaty, niezmiennie obecne w światowym repertuarze teatralnym XX wieku, osiągały tak duże sukcesy, że ich autora okrzyknięto mianem „Węgierskiego Molièra”.

## Życiorys
Urodził się jako Ferenc Neumann, w zamożnej zasymilowanej rodzinie żydowskiej. Jego ojciec, Mór Neumann, był znanym i szanowanym lekarzem wojskowym; matka, Jozefa z domu Wallfisch, była miłośniczką literatury i sztuki. W dzieciństwie bardzo dużo czytał, co było swoistą ucieczką przed nudą i monotonią rodzinnego życia. W 1895 ukończył gimnazjum kalwińskie, zdając z wyróżnieniem egzamin maturalny. Dalszą naukę chciał kontynuować w szkole oficerskiej, jednak zgodnie z sugestią ojca podjął studia prawnicze, najpierw na Uniwersytecie w Budapeszcie, a później w Genewie, gdzie otrzymał dyplom. Po powrocie do Budapesztu zmienił nazwisko na Molnár (węg. „młynarz”).
Jeszcze w okresie studiów nawiązał współpracę z budapeszteńskimi dziennikami („Budapesti Hírlap”, „Budapesti Napló”, „Pester Lloyd”) i jako korespondent relacjonował z Genewy głośne wówczas wydarzenia ze świata nauki i polityki. Opisał m.in. wykład włoskiego antropologa Cesarego Lombroso o wrodzonych predyspozycjach przestępców oraz proces anarchisty Luccheniego, który śmiertelnie ranił cesarzową Sissi, małżonkę władcy Austro-Węgier Franciszka Józefa. Reportaże Molnára zaczęto systematycznie drukować za granicą, m.in. w „Berliner Tageblatt” i wydawanym przez koncern Hearsta „New York Americans”, co nadało rozpędu jego dziennikarskiej karierze.

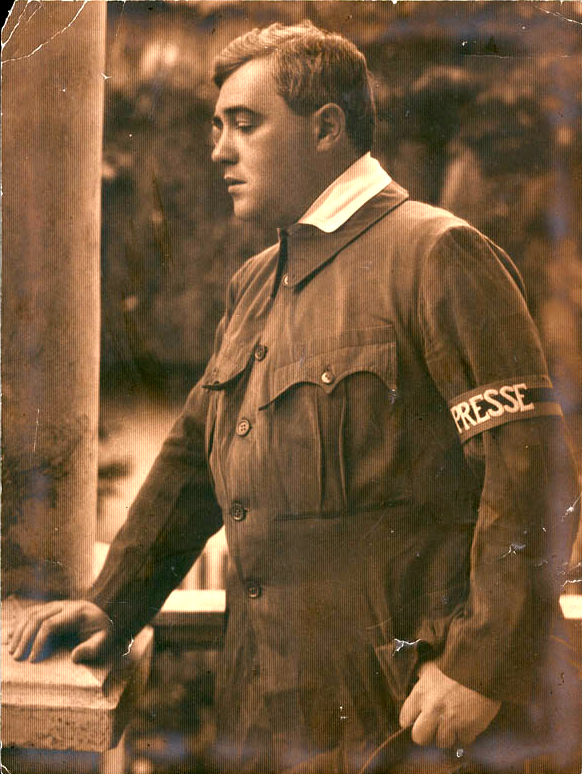
Ferenc Molnár jako korespondent wojenny (1916)

Był autorem wielu artykułów na temat życia budapeszteńskiej bohemy, do której sam należał. Poza pracą dziennikarską zajmował się przekładami z literatury francuskiej, a po 1897 przede wszystkim własną twórczością literacką, którą zapoczątkowały publikacje pierwszych opowiadań i powieści społecznej Az éhes város (Głodne miasto, 1901). Do 1914 stał się znanym i cenionym pisarzem i dramaturgiem  , autorem bestsellerowej powieści Chłopcy z Placu Broni oraz ośmiu sztuk teatralnych, włącznie z tragikomedią Liliom (1909), które odnosiły ogromne sukcesy w kraju i poza jego granicami (Francja, Austria, Niemcy, Włochy, Stany Zjednoczone).
Wybuch I wojny światowej przerwał passę teatralnych sukcesów. Mimo wady wzroku – niedowidział na jedno oko i stale nosił monokl – został korespondentem wojennym na pierwszej linii frontu wschodniego w Galicji. Opisywał m.in. miejsca najkrwawszych bitew (pod Limanową i na przełęczy Dukielskiej) oraz odbicie z rąk Rosjan Przemyśla i Lwowa. Jego relacje – na pół reporterskie, na pół literackie, łączące dziennik osobisty z zapiskami wojennego korespondenta – cieszyły się ogromnym zainteresowaniem czytelników budapeszteńskiej popołudniówki „Az Est”. Były również przedrukowywane w londyńskim „The Morning Post” i w prasie amerykańskiej. Reportaże te zostały potem wydane w zbiorze Egy haditudósito emlekei (Galicja 1914–1915. Zapiski korespondenta wojennego ). Zawarte tam relacje dotyczą m.in. terenów dzisiejszej Polski (Stary i Nowy Sącz, Limanowa, Kraków, Gorlice, Krosno, Biecz, Przemyśl, Grybów, Tarnów) oraz II Rzeczypospolitej (Lwów, Brześć, Stryj, Halicz). Zbiór tych reportaży przyniósł mu uznanie i przyczynił się do powołania go w 1918 w skład Węgierskiej Akademii Nauk. Cesarz odznaczył go za nie Krzyżem Oficerskim Orderu Franciszka Józefa, jednak wielu jego znajomych-pacyfistów, oskarżało go o pochwałę wojny.
Lata powojenne to dalsze pasmo literackich sukcesów Molnára i licznych nagród oraz wyróżnień, które otrzymywał za swoją twórczość. Firmin Gémier, dyrektor paryskiego Odeonu, dał w 1920 premierowe we Francji wystawienie Łabędzia, po którym Molnár otrzymał francuską Legię Honorową V klasy. W roku 1927 odwiedził Stany Zjednoczone, gdzie został uroczyście przyjęty w Białym Domu przez ówczesnego prezydenta Calvina Coolidge’a. W 1935 otrzymał Laur Korwina (Corvin-koszorú) z rąk węgierskiego regenta, Miklósa Horthyego.
Po dojściu Adolfa Hitlera do władzy zakazano w Niemczech wystawiania sztuk Molnára ze względu na jego żydowskie pochodzenie. Narastający antysemityzm skłonił go do emigracji. W połowie lat 30. XX wieku wyjechał do Szwajcarii. 31 grudnia 1939 wsiadł na statek, który zawinął do Nowego Jorku w dniu jego 62. urodzin, 12 stycznia 1940. W Nowym Jorku zamieszkał w Hotelu Plaza. Pobyt na emigracji był dla niego wygnaniem, jednak nigdy nie wrócił na Węgry, ponieważ jego stosunek do komunizmu był tak samo wrogi, jak do faszyzmu. Nowojorski Hotel Plaza stał się jego domem aż do śmierci.

## Twórczość literacka

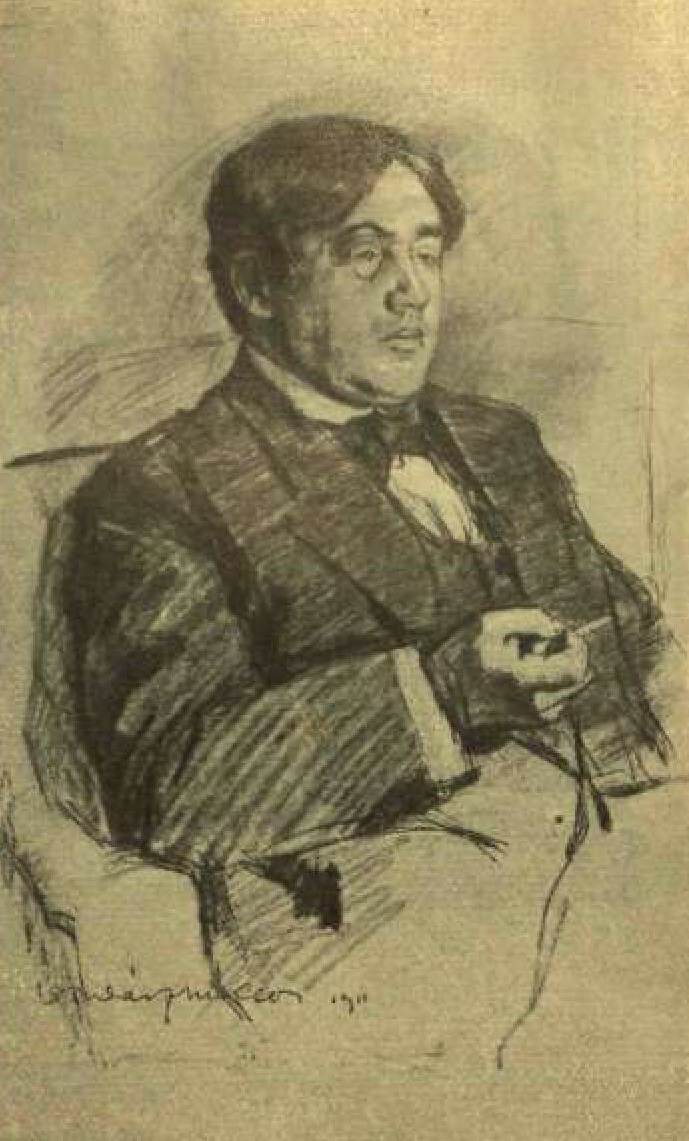
Ferenc Molnár, rysunek Miklósa Vadásza

Twórczość literacka Molnára jest bardzo różnorodna pod względem rodzaju i gatunku. Obejmuje szkice, eseje, humoreski, opowiadania, nowele, powieści i aż 42 utwory sceniczne. Pod względem treści dostrzec można wyraźny dualizm tematyczny. Z jednej strony są to kwestie żydowskiej tożsamości i asymilacji, nierówności społecznych oraz patriotyzmu (obecne głównie w prozie), z drugiej – zabarwiony freudyzmem socjologiczny portret budapeszteńskiej burżuazji okresu fin de siècle’u (eksploatowany w dramatach) .

### Proza
Wywodził się ze zasymilowanej żydowskiej burżuazji. Żydzi w owym czasie stanowili blisko 25% populacji Budapesztu i debaty o asymilacji, antysemityzmie, czy żydowskiej tożsamości były wszechobecne i nieuniknione w codzienności Molnára. W zasadzie był niepraktykującym Żydem i nie interesował go judaizm, a nawet w połowie lat 30. XX wieku rozważał konwersję na chrześcijaństwo. Napisał wówczas dwa niezbyt udane utwory o tematyce religijnej: A király szolgálólánya (Królewska pokojówka, 1936) oraz nigdy nie wystawiony kaznodziejski Csoda a hegyek között (Cud w górach, 1936), o starym żydowskim straganiarzu, który wśród wyrzuconych książek znajduje Nowy Testament i przechodzi duchową przemianę.
Często obecna w jego utworach była kwestia asymilacji budapeszteńskich Żydów, nieustannie przez pisarza wyśmiewana i krytykowana, mimo że w gruncie rzeczy dotyczyła również jego samego. Ulubionym protagonistą Molnára był niezdecydowany Żyd, który ośmiesza się, próbując naśladować otoczenie, bądź – jak w powieści Andor (Andrzej, 1918) – zatraca swoją tożsamość ulegając społecznym dewiacjom .
We wczesnych utworach prozatorskich poruszał również kwestie nierówności społecznej i rozdźwięku między bogactwem a ubóstwem. Pisarz kontestował wpajane mu od dziecka burżuazyjne wartości i z zaangażowaniem piętnował wady swojej klasy społecznej, wskazując na nieunikniony rozkład schyłku Monarchii Austro-Węgierskiej. W noweli Széntolvajok (Złodzieje węgla, 1918) utożsamiał się emocjonalnie (i tylko emocjonalnie) z miejską biedotą i nędzarzami. W powieści Az éhes város (Głodne miasto, 1900) z realistyczną bezwzględnością ukazał wewnętrzny rozkład burżuazyjnej moralności .

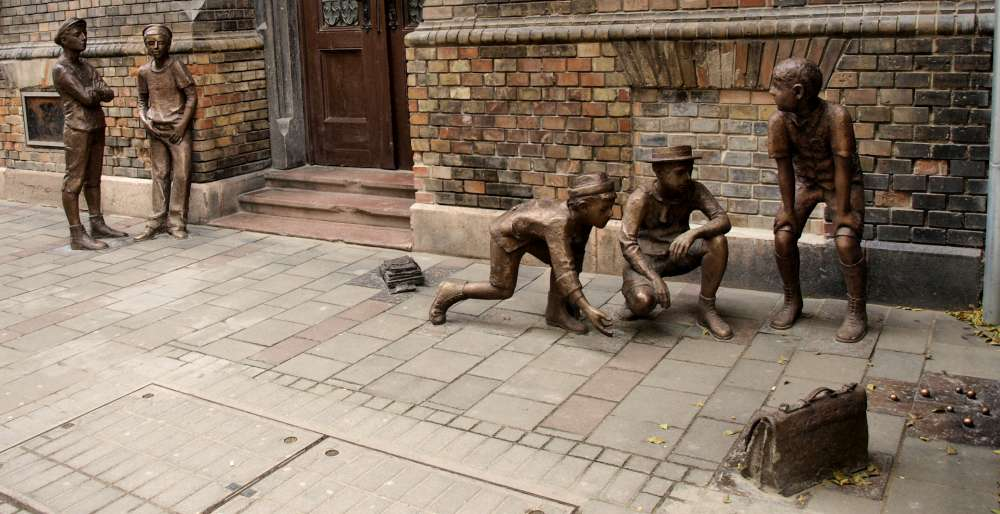
Chłopcy z Placu Broni – uliczne rzeźby w Budapeszcie

#### Chłopcy z Placu Broni
Zupełnie inna w wymowie jest bestsellerowa powieść dla młodzieży A Pál utcai fiúk (Chłopcy z Placu Broni, 1907), w której Molnár skupił się na wartościach godnych naśladowania, takich jak poświęcenie, lojalność, hart ducha, męstwo, patriotyzm. Powieść ta, napisana z polotem i swadą, mimo swojej moralizatorskiej na pozór tematyki, cieszyła się ogromnym powodzeniem wśród młodzieży. Doczekała się tłumaczenia na 43 języki, była wydawana na całym świecie w setkach tysięcy egzemplarzy i stała się najbardziej znaną węgierską powieścią, również w Polsce. Dwukrotnie była tłumaczona na język polski. Po raz pierwszy w 1913 przez Janinę Mortkowiczową ze skróconej niemieckiej wersji. W 1989 wydawnictwo „Nasza Księgarnia” wydało nową, pełną wersję powieści przełożonej bezpośrednio z węgierskiego oryginału przez Tadeusza Olszańskiego. Po 1945 wydrukowano w Polsce blisko 2,5 mln egzemplarzy tej powieści, obejmujących łącznie 41 wydań (stan na czerwiec 2007) . W 2022 wydano nowy przekład z węgierskiego, którego dokonał Wojciech Maziarski pod tytułem Chłopaki z ulicy Pawła.

### Dramaty

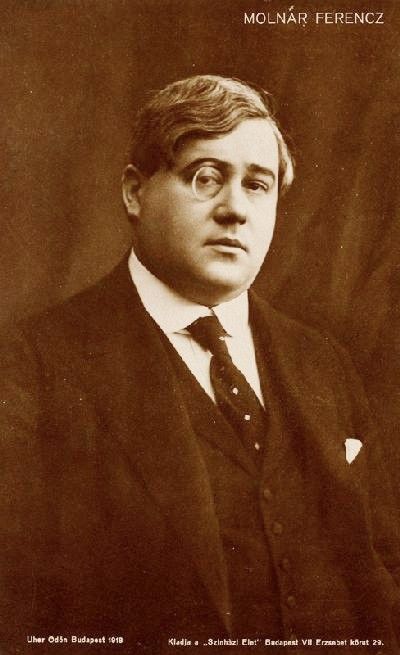
Ferenc Molnár (1918)

Molnár był z jednej strony typowym przedstawicielem generacji patriotycznych intelektualistów schyłkowego okresu monarchii austro-węgierskiej, wierzącym w możliwość pełnej asymilacji węgierskich Żydów. Z drugiej – był kosmopolitą, przedstawicielem i piewcą budapeszteńskiego stylu życia, intensywnie zabarwionego żydowską burżuazją i temperamentem artystycznej bohemy okresu fin de siècle’u. Charyzmatycznym hedonistą, wyrafinowanym smakoszem życia, eleganckim uwodzicielem kobiet. Jego środowiskiem naturalnym były kawiarnie, kluby, redakcje i teatry. Jako dramaturg miał niezwykłe wyczucie sceny i umiejętność konstruowania akcji, a przy tym inteligentny, cięty dowcip i doskonałe poczucie humoru. Jego styl był błyskotliwy, świeży i niepowtarzalny, mimo że garściami czerpał z komedii Wilde’a, dramatów psychologicznych Schnitzlera, symbolizmu Maeterlincka, mistycyzmu Hauptmanna, bulwarówek Bernsteina i z psychoanalitycznej koncepcji Freuda.

#### Diabeł
Pierwszym utworem scenicznym, który przyniósł mu światowy rozgłos był impresjonistyczny dramat Az ördög (Diabeł, 1907). Ukazywał wewnętrzną walkę młodej mężatki tkwiącej w konwencjonalnej moralności, z własnymi podświadomymi pragnieniami, wcielonymi w postać diabła  . Sztuka była doskonała warsztatowo. Miała świetne tempo, idealnie rozłożone akcenty, pomysłowe dialogi, zaskakujące pointy. Ale największą jej siłę stanowił temat (zakazana miłość, „kusząca i irytująca jak nowe perfumy”) oraz sposób jego przedstawienia oscylujący między klasycznym Faustem a modnym wówczas Freudem .
Prapremiera sztuki, którą wyreżyserował sam autor, odbyła się w listopadzie 1907, w budapeszteńskim teatrze komediowym Vigszinhaz. Sukces był oszałamiający. Znany włoski aktor Ermete Zacconi, który w tym czasie występował ze swoim zespołem w Budapeszcie, był tak oczarowany sztuką, że przetłumaczył ją na włoski i wystawił w Turynie. Krótko potem sztukę wystawiono w Berlinie (w reżyserii słynnego Ottona Brahma), a następnie w Wiedniu, Warszawie, Nowym Jorku, Sofii, Trieście i Petersburgu.
Jego sztuki cieszyły się ogromną popularnością nie tylko z powodu ich niewątpliwie wysokiej wartości artystycznej. Niemniej istotne dla rozplotkowanej publiczności były wykorzystywane w utworach fakty z życia budapeszteńskiej cyganerii, a zwłaszcza skandalizujące romanse, w które uwikłany był również sam Molnár. Diabeł miał łatwe do odczytania drugie dno. Molnár napisał tę sztukę dla odtwórczyni roli głównej, Irén Varsányi, w owym czasie czołowej węgierskiej aktorki, z którą był w bardzo bliskich relacjach. Po premierze zazdrosny mąż aktorki wyzwał Molnára na pojedynek. Skandal znalazł finał w sądzie, który skazał pisarza na dwa tygodnie więzienia. Nie zakończyło to jednak romansu. Molnár napisał dla Varsányi jeszcze dwie sztuki: A Testőr (Gwardzista, 1910) i A Farkas (Wilk, 1912). Obie odniosły wielki sukces i były odbierane przez budapeszteńską publiczność jako kontynuacja faktycznych miłosnych relacji Molnára i Varsányi. Zwłaszcza Gwardzista, po którego budapeszteńskiej prapremierze aktorzy byli wywoływani oklaskami na scenę aż 25 razy.

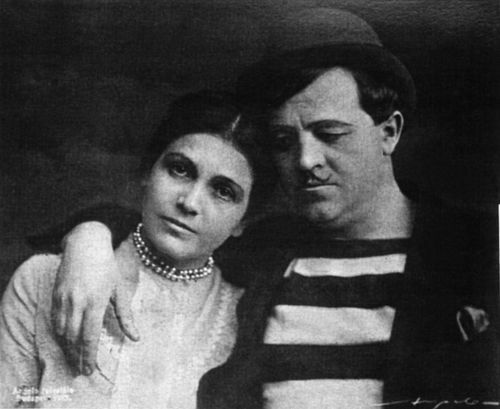
Irén Varsányi i Gyula Csortos w sztuce Liliom (1909)

#### Liliom
Najwybitniejszym utworem scenicznym Molnára granym przez dziesięciolecia na całym świecie jest Liliom (1909). Różni się on zasadniczo od wszystkich wcześniejszych i późniejszych jego dramatów. Akcja rozgrywa się na przedmieściach, wśród nizin społecznych oraz „na wysokości”, prawdopodobnie w czyśćcu. Tytułowy bohater umiera w 5. scenie, a w 7. powraca na ziemię, by odkupić swoje winy. W wymiarze ziemskim, w pewnym stopniu mu się to udaje, w wymiarze niebiańskim – nie. Liliom to sentymentalny dramat miłosny z dużą dawką cynizmu, liryczna tragikomedia podszyta ironią losu. To także dogłębna analiza ludzkich dusz, pokazująca jak wiele w złym człowieku jest dobra i jak trudno czasem to dobro uzewnętrznić  .
Po budapeszteńskiej premierze Liliom w grudniu 1909, reżyserowanej przez Molnára i z Irén Varsányi w głównej roli kobiecej, wśród publiczności zapanowała konsternacja. Sztuka nie miała w sobie tego ognia, co Diabeł, a jej psychologiczna głębia zupełnie widzów nie uwiodła. Oczekiwali dalszych szczegółów romansu celebrytów artystycznej bohemy i się zawiedli. Budapeszt przyjął Liliom chłodno. Dopiero zagraniczne premiery i następujące po nich lawinowo entuzjastyczne recenzje ukazały wartość tej sztuki we właściwym wymiarze.

## Wybór dzieł

### Proza
- 1898 Magdolna: és egyéb elbeszélések, opowiadania,
- 1899 A csók és egyéb elbeszélések, opowiadania,
- 1900 Az éhes város, powieść,
- 1901 Egy gazdátlan csónak története, nowela,
- 1903 Éva, nowela,
- 1905 Gyerekek, opowiadanie,
- 1905 Egy pesti leány története, nowela,
- 1907 Chłopcy z Placu Broni (A Pál utcai fiúk), powieść, przekład 1913 z niem. na pol. Janina Mortkowiczowa; przekład 1989 z węg. na pol. Tadeusz Olszański, przekład 2022 z węg. na pol.Wojciech Maziarski pod tytułem Chłopaki z ulicy Pawła[23].
- 1908 Rabok, powieść,
- 1908 Muzsika, wybór opowiadań,
- 1909 Ketten beszélnek, opowiadania,
- 1909 Pesti erkölcsök, opowiadanie,
- 1911 Hétágú síp, opowiadanie,
- 1912 Ma, tegnap, tegnapelõtt, opowiadanie,
- 1913 Báró Márczius és egyéb elbeszélések, opowiadania,
- 1914 Kis hármaskönyv, nowela,
- 1916 Galicja 1914–1915. Zapiski korespondenta wojennego (Egy haditudósító emlékei), zbiór reportaży, przekład 2011 z węg. na pol. Ákos Engelmayer,
- 1916 Az aruvimi erdő titka és egyéb szatírák, humoreska,
- 1917 Ismerősök, opowiadania,
- 1918 Andor, powieść,
- 1918 Széntolvajok, nowela,
- 1926 Gőzoszlop, powieść,
- 1933 A zenélő angyal, powieść,
- 1937 A zöld huszár, powieść,
- 1939 Őszi utazás, powieść,
- 1947 Isten veled szívem, powieść,
- 1950 Útitárs a száműzetésben – Jegyzetek egy önéletrajzhoz, notatki autobiograficzne,

### Dramaty
- 1902 A doktor úr[d]
- 1904 Józsi
- 1907 Az ördög (Diabeł)[24][e]
- 1909 Liliom[24][f]
- 1910 A Testőr (Gwardzista)[25][g]
- 1912 A Farkas (Bajka o wilku)[25][h]
- 1915 Vacsora
- 1916 A fehér felhő
- 1916 Farsang
- 1916 Úri divat (Konfekcja męska)[24][i]
- 1920 A hattyú
- 1921 Előjáték Lear királyhoz
- 1921 Marsall
- 1921 Az ibolya
- 1923 A vörös malom
- 1923 Égi és földi szerelem
- 1924 Az üvegcipő
- 1926 Játék a kastélyban (Gry pałacowe)[25][24][j]
- 1926 Riviera[24][k]
- 1927 Egyetlen mentség (Jedyny ratunek)[24][k]
- 1928 Olympia[25][l]
- 1929 Egy, kettő, három (Tempo, Mister Morrison)[26][m]
- 1930 A jó tündér (Dobra wróżka)[25][n]
- 1932 Valaki
- 1932 Harmónia
- 1934 Mennyegző
- 1934 Az ismeretlen lány
- 1935 A cukrászné (W cukierence)[24][o]
- 1935 Nagy szerelem (Wielka miłość)[26][p]
- 1936 Csoda a hegyek között
- 1936 A király szolgálólánya
- 1938 Delila (Dalia)[25][q]
- 1942 Panoptikum
- 1942 A császár
- 1947 Szívdobogás

## Adaptacje
Lista adaptacji scenicznych i filmowych utworów Ferenca Molnára, ułożona chronologicznie według daty powstania oryginału (z możliwością dowolnego sortowania).
| zdjęcie                                       | tytuł oryginału                             | tytuł adaptacji          | miejsce i rok adaptacji | gatunek                 | producent/wytwórnia              | twórcy, wykonawcy, uwagi | Źródło        |
| --------------------------------------------- | ------------------------------------------- | ------------------------ | ----------------------- | ----------------------- | -------------------------------- | --- | ------------- |
| Okładka I wyd. powieści (1907)                | A Pál utcai fiúk Chłopcy z Placu Broni 1907 | A Pál utcai fiúk         | 1917                    | film niemy              |                                  | reżyseria: Béla Balogh | [ 27 ] [ 28 ] |
|                                               | A Pál utcai fiúk Chłopcy z Placu Broni 1907 | A Pál utcai fiúk         | 1924                    | film niemy              |                                  | reżyseria: Béla Balogh aktorzy: György Faragó (Nemecsek), Ernö Verebes (Boka), Ferenc Szécsi (Gereb)                                                                                         | [ 28 ] [ 29 ] |
| Frank Borzage, reżyser (ok. 1920)             | A Pál utcai fiúk Chłopcy z Placu Broni 1907 | No Greater Glory         | 1934                    | film                    | Columbia Pictures                | reżyseria: Frank Borzage aktorzy: George P. Breakston (Nemecsek), Jimmy Butler (Boka), Jackie Searl (Gereb)                                                                                  | [ 28 ] [ 30 ] |
| scena z filmu (1935)                          | A Pál utcai fiúk Chłopcy z Placu Broni 1907 | I ragazzi della via Paal | 1935                    | film                    |                                  | reżyseria: Mario Monicelli, Cesare Civita, Alberto Mondadori aktorzy: Giulio Tamagnini (Nemecsek), Alberto Vigevani (Boka), Giulio Macchi (Gereb)                                            | [ 31 ]        |
| Fábry Zoltán, reżyser                         | A Pál utcai fiúk Chłopcy z Placu Broni 1907 | A Pál utcai fiúk         | 1969                    | film                    | 20th Century Fox                 | reżyseria: Zoltán Fábri aktorzy: Anthony Kemp (Nemecsek), William Burleigh (Boka), John Moulder-Brown (Gereb) nominacja do Oscara '69 za najlepszy film nieanglojęzyczny                     | [ 32 ]        |
| Maurizio Zaccaro, reżyser                     | A Pál utcai fiúk Chłopcy z Placu Broni 1907 | I ragazzi della via Pál  | 2003                    | film TV                 |                                  | reżyseria: Maurizio Zaccaro aktorzy: Mesés Gáspár (Nemecsek), Csaba Gáspár (Boka), Gergely Mészáros (Gereb)                                                                                  | [ 33 ]        |
| Török Ferenc, reżyser (2014)                  | A Pál utcai fiúk Chłopcy z Placu Broni 1907 | A Pál utcai fiúk         | 2005                    | film TV                 |                                  | reżyseria: Török Ferenc aktorzy: Balázs Bojtár (Nemecsek), Krisztián Fekete (Boka), Milán Király (Gereb)                                                                                     | [ 34 ]        |
| Michael Curtiz, reżyser                       | Az ördög Diabeł 1909                        | Az ördög                 | 1918                    | film niemy              | Phönix Film                      | reżyseria: Michael Curtiz aktorzy: Erzsi B. Marton, Ladislaus Béthey, Leopold Kramer | [ 35 ]        |
| George Arliss jako tytułowy Devil (1921)      | Az ördög Diabeł 1909                        | The Devil                | 1921                    | film                    |                                  | reżyseria: James Young aktorzy: George Arliss, Sylvia Breamer, Lucy Cotton | [ 36 ]        |
|                                               | Az ördög Diabeł 1909                        | Az ördög                 | 2009                    | film                    |                                  | reżyser: Péter Valló aktorzy: Károly Korognai, Judit Márkus, Szilárd Petrik | [ 37 ]        |
| Bert Lytell, odtwórca roli Liliom (1921)      | Liliom 1909                                 | A Trip to Paradise       | 1921                    | film niemy              |                                  | reżyseria: Maxwell Karger aktorzy: Bert Lytell (Liliom) wersja trochę zmieniona w stosunku do oryginału                                                                                      | [ 38 ]        |
| Charles Farrell, odtwórca roli Liliom (1930)  | Liliom 1909                                 | Liliom                   | 1930                    | film                    | Fox Film Corporation             | reżyseria: Frank Borzage aktorzy: Charles Farrell (Liliom), Rose Hobart (Julia) | [ 39 ]        |
| Charles Boyer, odtwórca roli Liliom (1934)    | Liliom 1909                                 | Liliom                   | 1934                    | film                    | 20th Century Fox                 | reżyseria: Fritz Lang aktorzy: Charles Boyer (Liliom), Madeleine Ozeray (Julia) | [ 40 ]        |
| Orson Welles, reżyser (1939)                  | Liliom 1909                                 | Liliom                   | 1939                    | słuchowisko             | CBS                              | reżyseria: Orson Welles aktorzy: Helen Hayes (Julia), Agnes Moorehead (Mrs. Muskat) | [ 41 ]        |
| Richard Rodgers i Oscar Hammerstein           | Liliom 1909                                 | Carousel                 | 1945                    | musical                 | Broadway                         | muzyka: Richard Rodgers scenariusz i teksty piosenek: Oscar Hammerstein | [ 42 ]        |
| Michel Legrand, kompozytor                    | Liliom 1909                                 | Liliom                   | 2011                    | balet                   | Hamburg Ballet                   | kompozytor: Michel Legrand wykonawca: Alina Cojocaru (Julia) W tej wersji dzieckiem Julii i Lilioma był chłopiec (Louis), nie dziewczynka (Louise)                                           | [ 43 ]        |
| Sidney Franklin, reżyser                      | A Testőr Gwardzista 1910                    | The Guardsman            | 1931                    | film                    | Metro-Goldwyn-Mayer              | reżyseria: Sidney Franklin aktorzy: Alfred Lunt (Actor), Lynn Fontanne (The Actress), Roland Young (Bernhardt the Critic)                                                                    | [ 44 ]        |
| Adolphe Menjou, odtwórca roli księcia Alberta | A hattyú Łabędź 1920                        | The Swan                 | 1925                    | film niemy              | Paramount Pictures               | reżyseria: Dimitri Buchowetzki aktorzy: Frances Howard (Alexandra, The Swan), Adolphe Menjou (Albert von Kersten-Rodenfels), Ricardo Cortez (Dr Walter, the Tutor)                           | [ 45 ]        |
| plakat z filmu One Romantic Night             | A hattyú Łabędź 1920                        | One Romantic Night       | 1930                    | film                    | United Artists                   | reżyseria: Paul L. Stein aktorzy: Lillian Gish (Księżna Alexandra), Rod La Rocque (Książę Albert), Conrad Nagel (Dr Nicholas Haller)                                                         | [ 46 ]        |
| Grace Kelly, odtwórczyni roli tytułowej       | A hattyú Łabędź 1920                        | The Swan                 | 1956                    | film                    | Metro-Goldwyn-Mayer              | reżyseria: Charles Vidor aktorzy: Grace Kelly (Księżna Alexandra, The Swan), Alec Guinness (Książę Albert), Louis Jourdan (Dr Nicholas Agi)                                                  | [ 47 ]        |
| John Gilbert, odtwórca głównej roli           | Olympia Olimpia 1928                        | His Glorious Night       | 1929                    | film                    | Metro-Goldwyn-Mayer              | reżyseria: Lionel Barrymore aktorzy: John Gilbert (Captain Kovacs), Catherine Dale Owen (Princess Orsolini), Nance O’Neil (Eugenie)                                                          | [ 48 ]        |
| Sophia Loren, odtwórczyni tytułowej roli      | Olympia Olimpia 1928                        | A Breath of Scandal      | 1960                    | film                    | Paramount Pictures               | reżyseria: Michael Curtiz aktorzy: Sophia Loren (Princess Olympia), Maurice Chevalier (Prince Philip), John Gavin (Charlie Foster) we Włoszech film był rozpowszechniany pod tytułem Olimpia | [ 49 ]        |
| plakat z filmu One, Two, Three                | Egy, kettő, három Raz, dwa, trzy 1929       | One, Two, Three          | 1961                    | film                    | United Artists                   | reżyseria: Billy Wilder aktorzy: James Cagney (C.R. MacNamara), Horst Buchholz (Otto Ludwig Piffl), Pamela Tiffin (Scarlett Hazeltine)                                                       | [ 50 ]        |
| William Wyler, reżyser filmu                  | A jó tündér Dobra wróżka 1930               | The Good Fairy           | 1935                    | film                    | Universal Pictures               | reżyseria: William Wyler aktorzy: Margaret Sullivan (Luisa), Herbert Marshall (Dr. Sporum), Frank Morgan (Konrad)                                                                            | [ 51 ]        |
| Deanna Durbin, odtwórczyni roli Louise        | A jó tündér Dobra wróżka 1930               | I’ll Be Yours            | 1947                    | film (komedia muzyczna) | Universal Pictures               | reżyseria: William A. Seiter aktorzy: Deanna Durbin (Louise), Tom Drake (George), William Bendix (Wechsberg)                                                                                 | [ 52 ]        |
| Teatry na Broadwayu, 1920                     | A jó tündér Dobra wróżka 1930               | Make a Wish              | 1951                    | musical                 | Broadway (Winter Garden Theatre) | muzyka i teksty piosenek: Hugh Martin scenariusz: Preston Sturges reżyseria: John C. Wilson choreografia: Gower Champion                                                                     | [ 53 ]        |

## Życie prywatne
Molnár był osobą znaną i popularną w Budapeszcie przełomu XIX i XX wieku. Był gwiazdą tamtejszej bohemy i częstym tematem rozmów i plotek. Będąc hedonistą, żył pełną piersią – biesiadował całymi nocami w budapeszteńskiej kawiarni artystycznej „New York”, wdawał się w romanse, uprawiał hazard. Anegdoty z życia Ferenca Molnára są zawarte w książce Friedricha Torberga Ciocia Jolesch. Trzy małżeństwa oraz niektóre nieformalne związki z kobietami miały istotny wpływ na życie i twórczość pisarza.
Pierwszą żoną Molnára była Margit Vészi (1885–1961), córka Józsefa Vésziego, redaktora naczelnego gazety „Budapesti Napló”. Była artystką, zajmowała się malarstwem i grafiką. Jej prace były wystawiane w Budapeszcie i za granicą. Poznali się w 1901, pobrali 5 lat później, 19 maja 1906. Ich ślub był spektakularnym wydarzeniem towarzyskim. Małżeństwo nie było jednak szczęśliwe. Gdy w marcu 1907 urodziła się ich córka Márta (1907–1966), byli już w separacji i nie mieszkali razem. Ostatecznie rozwiedli się w 1910. W 1961, mając 76 lat, Margit Vészi popełniła samobójstwo.

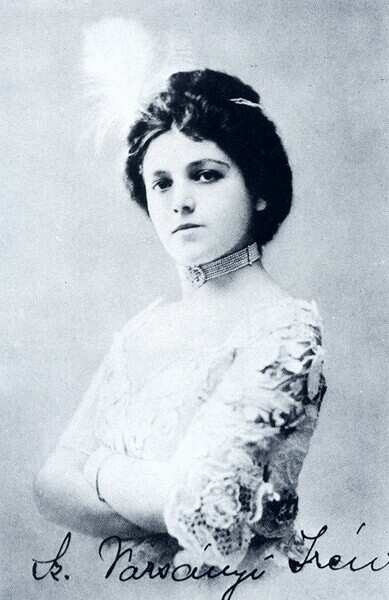
Irén Varsányi

W 1907 pisarz nawiązał płomienny i burzliwy romans ze znaną węgierską aktorką Irén Varsányi (1878–1932). Związek trwał do 1912. Varsányi grała główne role we wszystkich 4 sztukach, które Molnár w owym czasie napisał i wyreżyserował ich budapeszteńskie prapremiery (Diabeł, Liliom, Gwardzista i Wilk). Dramaty te (poza Liliom) były napisane pod wpływem romansu i dotyczyły ich wzajemnych relacji. Po premierze Diabła doszło do skandalu. Zazdrosny mąż aktorki, bogaty przedsiębiorca Illés Szécsi, wyzwał pisarza na pojedynek. W konsekwencji Molnár został skazany na dwa tygodnie więzienia. Gdy po 5 latach związku Varsányi zdecydowała się zamieszkać z Molnárem, nagle zachorowała jej córka. Aktorka uznała, że to kara boska, zakończyła romans i wróciła do rodziny. Molnár popadł w głęboką depresję, nadużywał alkoholu, a nawet usiłował popełnić samobójstwo.
Zapomnienie przyniosła mu praca korespondenta wojennego. A pocieszenie Sári Fedák (1879–1955), znana aktorka i primadonna. Para pobrała się po 10 latach związku, w 1922. Molnár napisał dla niej dwa dramaty (Czerwony młyn i Szklany pantofelek). Ich małżeństwo również nie było szczęśliwe i przetrwało zaledwie dwa lata. W czasie II wojny światowej Fedák dołączyła do nazistów. Po wojnie została skazana na 8 miesięcy więzienia i trzyletni zakaz występów scenicznych. Po wyjściu na wolność zamieszkała we wsi Nyáregyháza, niedaleko Budapesztu. Nigdy nie powróciła na scenę. Zmarła w 1955.
Trzecią żoną Molnára była Lili Darvas (1902–1972), węgierska aktorka grająca w teatrach europejskich i amerykańskich. Pobrali się w 1925 w Wiedniu i do 1928 podróżowali po Europie i Stanach Zjednoczonych. Po kilku latach Darvas stała się międzynarodową gwiazdą i ciągłe podróże stały się jej codziennością, co nie odpowiadało Molnárowi. Zdecydowali się żyć oddzielnie, ale nadal się przyjaźnili i pozostali małżeństwem aż do śmierci pisarza. Lili Darvas zmarła w 1974, w Nowym Jorku.
Ostatnią kobietą w życiu Molnára była Wanda Bartha (1908–1947), która od 1932 była jego sekretarką i doradcą literackim. Łączyła ich praca i głęboka przyjaźń. Na emigracji była mu bratnią duszą i „współtowarzyszem wygnania” – Útitárs a száműzetésben (Companions in Exile, 1950), właśnie tak zatytułował Molnár autobiografię ostatnich lat swojego życia, którą jej dedykował. W 1947 Wanda Bartha popełniła samobójstwo na wieść, że cała jej rodzina zginęła z rąk nazistów.
Pod koniec życia Molnár podupadł na zdrowiu. W 1943, gdy świat usłyszał o Holocauście, Molnár dowiedział się, że setki jego przyjaciół i znajomych zostało zamordowanych. Pod wpływem tej traumy doznał rozległego zawału. Chorował również na raka żołądka, który był przyczyną jego śmierci. Zmarł 1 kwietnia 1952, w Nowym Jorku. Został pochowany w obecności rabina na nowojorskim Linden Hill Methodist Cemetery.

## Chronologia
(na podstawie źródła)
- 1878 (12 stycznia) – Narodziny Ferenca Molnára.
- 1887–1895 – Nauka w kalwińskim gimnazjum w Budapeszcie.

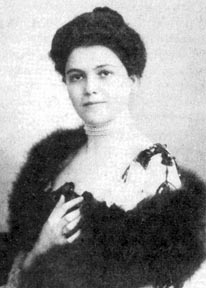
Irén Varsányi

- 1895–1896 – Studia prawnicze w Budapeszcie i Genewie; podróże do Paryża.
- 1895–1896 – Korespondencyjna współpraca z budapeszteńskimi dziennikami.
- 1896 – Powrót do Budapesztu. Zmiana nazwiska z Neumann na Molnár.
- 1898 – Śmierć matki.
- 1898 – Wydanie drukiem pierwszego opowiadania Magdolna (Magdalena).
- 1898–1900 – Podróże po Europie.
- 1901 – Publikacja pierwszej powieści Az éhes város (Głodne miasto).
- 1902 – Budapeszteńska prapremiera pierwszej sztuki A doktor úr (Prawnik).
- 1906 – Małżeństwo z Margit Vészi, córką Józsefa Vésziego, fundatora i redaktora naczelnego gazety „Budapesti Napló”, pracodawcy Molnara.
- 1907 – Narodziny córki Molnára i Vészi, Márty, jego pierwszego i jedynego dziecka.
- 1907 – Publikacja najbardziej znanej powieść Molnára A Pál utcai fiúk (Chłopcy z Placu Broni).
- 1907 – Prapremiera sztuki Az ördög (Diabeł) w Budapeszcie.
- 1908 – Śmierć ojca.
- 1908 – Wystawienie sztuki Diabeł w Europie i w Nowym Jorku.
- 1908 – Przyjęcie do prestiżowego Petőfi Társaság

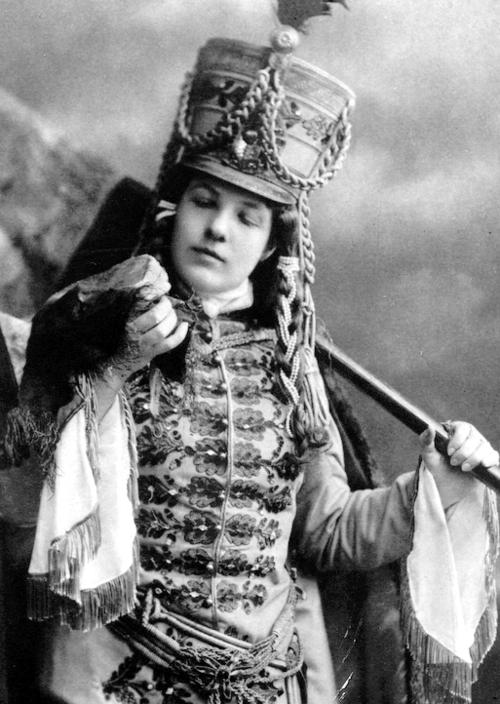
Sári Fedák

- 1909 – Chłodne przyjęcie sztuki Liliom po jej prapremierze w Budapeszcie.
- 1910 – Rozwód z Margit Vészi.
- 1910 – Prapremiera sztuki A Testőr (Gwardzista) w Budapeszcie.
- 1911 – Przyjęcie do literackiego stowarzyszenia „Kisfaludy Társaság” (Stowarzyszenie Kisfaludy’ego).
- 1912 – Prapremiera sztuki  A Farkas (Wilk) w Budapeszcie.
- 1912 – Publikacja dwóch zbiorów opowiadań.
- 1912 – Głęboka depresja i nieudana próba samobójcza po rozstaniu z aktorką Irén Varsányi.
- 1914–1915 – Podjęcie pracy korespondenta wojennego w Galicji na froncie wschodnim I wojny światowej.
- 1916 – Publikacja zbioru reportaży wojennych Egy haditudósító emlékei (Galicja 1914–1915. Zapiski korespondenta wojennego).
- 1916 – Odznaczenie Krzyżem Oficerskim Orderu Franciszka Józefa.
- 1917 – Prapremiery sztuk Farsang i Úri divat (Karnawał i Konfekcja męska).
- 1918 – Powołanie na członka Węgierskiej Akademii Nauk.
- 1920 – Premiera sztuki A hattyú (Łabędź) w paryskim Odeonie; odznaczenie Molnára francuską Legią Honorową.
- 1921 – Ogromny sukces Liliom po jej nowojorskiej premierze.
- 1922 – Premiera Égi és földi szerelem (Niebiańska i ziemska miłość) w Budapeszcie. Nowojorska premiera Konfekcji męskiej.
- 1922 – Ślub ze znaną aktorką i primadonną Sári Fedák.
- 1924 – Prapremiera Az üvegcipő (Szklany pantofelek).

- 1924 – Rozwód z Sári Fedák.
- 1926 – Premiera Játék a kastélyban (Komedia miłości) w Budapeszcie i w Nowym Jorku.
- 1926 – Ślub z aktorką Lili Darvas.
- 1927 (22 grudnia) – Podróż do Stanów Zjednoczonych, spotkanie z prezydentem Coolidge’a w Białym Domu.
- 1928 – Wydanie w Budapeszcie 20-tomowego zbióru dzieł Molnára.
- 1928 – Premiera sztuki Olympia.
- 1929 – Publikacja wyboru dramatów Molnára po angielsku pod tytułem The Plays of Ferenc Molnár.
- 1932 – Rozpoczęcie współpracy z Wandą Barthą, sekretarką i doradcą literackim Molnára; wspólne podróże po Europie.
- 1932 – Budapeszteńskie prapremiery sztuk Harmony i Valaki.
- 1932 – Nowojorska premera A jó tündér (Dobra wróżka), ponowne wystawienie Liliom w Nowym Jorku.
- 1934–1936 – Kontynuacja podróży Molnára i Wandy Bartha po Europie; budapeszteńskie premiery czterech nowych dramatów.
- 1935 – Odznaczenie Molnára Laurem Korwina przez węgierskiego regenta Miklósa Horthyego.
- 1937 – Prapremiera sztuki Delila (Dalia) w Budapeszcie.

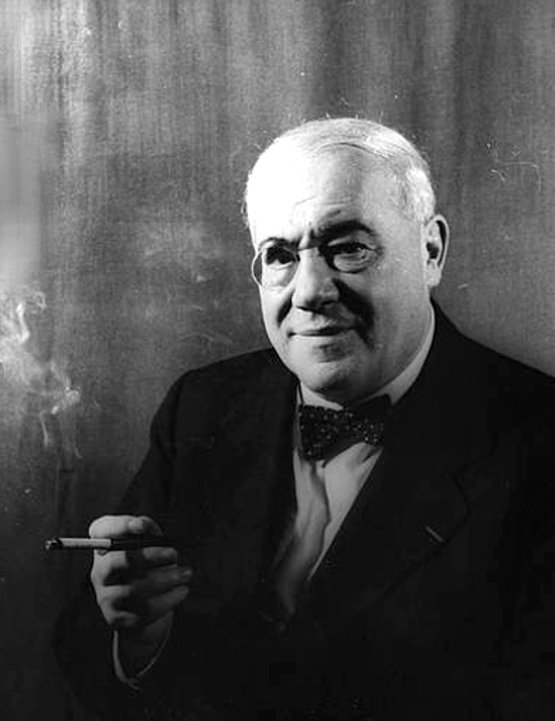
Ferenc Molnár (1941)

- 1937 – Opuszczenie na zawsze Budapesztu; wyjazd do Szwajcarii.
- 1939 (31 grudnia) – Opuszczenie Europy i emigracja do Stanów Zjednoczonych.
- 1940 (12 stycznia) – Przybycie do Nowego Jorku w dniu 62. urodzin; zamieszkanie w nowojorskim Hotelu Plaza.
- 1940 – Nowojorska premiera sztuki A cukrászné (W cukierence).
- 1943 – Rozległy zawał serca wywołany traumą na wieść o Holocauście.
- 1945 – Publikacja dwóch powieści w angielskim przekładzie: Isten veled szívem (Farewell My Heart) i A zöld huszár (The Captain of St. Margaret’s).
- 1947 – Uzyskanie amerykańskiego obywatelstwa.
- 1947 – Samobójstwo Wandy Bartha na wieść, że cała jej rodzina zginęła z rąk nazistów.
- 1948 – Odmowa powrotu na Węgry i udziału w uroczystości z okazji jego 70. urodzin. Pogarszanie się stanu zdrowia.
- 1950 – Publikacja autobiografii dedykowanej Wandzie Bartha Útitárs a száműzetésben (Companions in Exile).
- 1952 (1 kwietnia) – Śmierć spowodowana rakiem żołądka.
- 1955 – Śmierć Sari Fedak na Węgrzech.
- 1961 – Samobójstwo Margit Veszi w Hiszpanii.
- 1974 – Śmierć Lili Darvas w Nowym Jorku.